# Confederação Brasileira de Bicicross
A Confederação Brasileira de Bicicross é uma entidade oficial que regulamenta o bicicross no Brasil. Fundada em 2 de fevereiro de 1989, é uma sociedade civil, sem fins lucrativos, de prática esportiva amadora.
As federações fundadoras são:
- Federação Paulista de Bicicross
- Federação Paranaense de Bicicross
- Federação Mineira de Bicicross